# نبرد تاوتون
نبرد تاوتون (انگلیسی: Battle of Towton) نبردی از جنگ‌های انگلیسی موسوم به جنگ رزها بود که در تاریخ ۲۰ مارس ۱۴۶۱، در نزدیکی روستای تاوتون، در یورک‌شر شمالی انگلستان رخ داد و وجه تمایز مشکوکی دارد مبنی بر اینکه؛ «احتمالاً، بزرگ‌ترین و خونین‌ترین نبرد رخ‌داده در خاک انگلستان است.» در این نبرد که برای ۱۰ ساعت و میان حدود ۵۰۰۰۰ سرباز، در هوای برفیِ ۲۰ مارس — مصادف با یک‌شنبه نخل — به وقوع پیوست، ارتش یورک‌ها توانست به پیروزیِ قاطعی در مقابل مخالفان لنکستری خودش دست یابد. نتیجهٔ این رویداد، خلع هنری ششم لنکستر از سلطنت و بر تخت نشستنِ ادوارد چهارم بود.
هِنری ششم، در سال ۱۴۲۲ — زمانی که ۹ ماهه بود — جانشین پدرش، هنری پنجم شد. هر چند «در آینده نشان داد که حاکمی ناکارآمد و ضعیف است و از دیدگاه ذهنی، ناسالم بود.» همین موضوع سبب گردید تا اشراف پیرامونش، برای کنترل وی برنامه‌ریزی کنند. در دهه ۱۴۵۰، مناقشهٔ دودمان بوفورت و ملکه مارگارت آنژو علیه ریچارد، دوک یورک و بستگان وی، باعث بدتر شدن شرایط گردید. در اکتبر ۱۴۶۰ «پارلمان با تصویب اعلامیه سازش، دوک یورک را به عنوان جانشین هِنری برگزید.» از آنجایی که چنین انتسابی از جانب پارلمان، به معنی خلع ید ادوارد وست‌مینستر — فرزند هِنری و ملکه مارگارت آنژو — از تاج و تخت پادشاهی بود، ملکه به همراه پیروان لنکستر «از پذیرش و تمکین به چنین روندی سر باز زدند.» آنها ارتش بزرگی را تجهیز کرده و «یورک» را به همراه پسر دومش، ادموند، ارل روتلند، در دسامبر و در ویکفیلد به قتل رساندند. ادوارد، فرزند دیگر و وارث یورک که توسط سیتی لندن تأمین مالی می‌شد — بر طبق مفاد اعلامیه سازش — پشتوانه کافی برای محکوم کردن هِنری و اعلام پادشاهی خود پیدا کرد. از نبرد تاوتون، به عنوان نشانهٔ راستینِ تأثیر پیروزی نظامی، در جهت رسیدن به تاج و تخت انگلستان یاد می‌گردد.
یورک‌ها وقتی به میدان نبرد رسیدند، تصور خودشان چنین بود که «از لحاظ نیروی نظامی دست برتر را دارند» زیرا بخشی از قوای آنها که تحت فرماندهی دوک نورفک بود، هنوز به میدان نبرد نرسیده بود. لرد فوکنبرگ — از رهبران ارتش یورک — به گروه کماندارانش دستور داد: «ضمن بهره‌گیری از شدت و جهش باد، دشمان خود را با بیشترین بُرد هدف، مستاصل کنند.» نتیجهٔ چنین تدبیری، کارساز بود و تبادل تیرها (از جانب هر دو ارتش)، تقریباً یک‌طرفه و به نفع یورک‌ها بود. پاسخ کمانداران لنکستر — به دلیل قرار گرفتن در جهت مخالف باد — بی‌اثر و بدون نتیجهٔ لازم بود. با توجه به این موضوع «ارتش لنکستر، ناچار و متقاعد به ترکِ مواضع دفاعی خود شد.» متعاقب آن، مبارزه تن به تن شکل گرفت که برای ساعت‌ها به طول انجامید و رزمندگان را خسته و فرسوده کرد. رسیدن مردان «نورفک» به میدان نبرد به همراه تشجیع لشکر توسط ادوارد، به ارتش خستهٔ یورک، روحیه مضاعف دمید و باعث شد تا دشمان خود را از پای درآورند. بسیاری از سربازان ارتشِ شکست‌خوردهٔ لنکستر، در هنگام فرار از قتلگاه نبرد، کشته شدند؛ برخی از آنها «در تلاش برای گریز از مهلکه نبرد، همقطاران خود را — که زیر دست و پا افتاده بودند — لگدمال کرده و از روی آنها می‌گذشتند.» برخی دیگر نیز در رودخانهٔ مجاور میدان نبرد، کشته یا غرق شدند و گفته می‌شود؛ «این موضوع باعث شد تا آب رودخانه برای چندین روز به رنگ خون درآید.» چندین زندانی بلندپایه از ارتش شکست‌خوردهٔ لنکستر نیز گردن زده شدند.
قدرت دودمان لنکستر در نتیجهٔ این نبرد به شدت کاهش یافت. هنری از کشور فرار کرد و بسیاری از قدرتمندترین پیروان او «حالا دیگر یا کشته یا در تبعید دوران پس از جنگ بودند» و پادشاه جدیدی به نام ادوارد چهارم را برای حکومتِ بر انگلستان باقی گذاشتند. از سال ۱۹۲۹ میلادی و به پاس بزرگداشت این نبرد، یادمان «صلیب تاوتون» در میدان وقوع جنگ بر پا شده است و بقایای مختلف باستان‌شناسی و گورهای دسته‌جمعی — با وجود گذشت قرن‌ها پس از این نبرد — در این منطقه پیدا شده است.

## پیش زمینه
– نبرد تاوتون؛  – سایر نبردها؛  – سایر مکان‌ها

در سال ۱۴۶۱ میلادی، انگلستان ششمین سال از جنگ‌های داخلی موسوم به جنگ رزها را پشت سر می‌گذاشت؛ جنگ‌هایی میان دو دودمان رقیب یورک و لنکستر بر سر تصاحب تاج و تخت. لنکسترها، پُشت‌گرم و دِلخوش به پادشاهی هنری ششم بودند که یک مرد بی‌اراده و مبتلا به حملات جنون بود. رهبری یورک‌ها در ابتدا بر عهدهٔ ریچارد یورک، سومین دوک یورک بود که همراهی تعداد اندکی از نجیب‌زادگانِ علاقه‌مند به پادشاهی‌اش، به ویژه، خویشاوندان نزدیکش از خاندان بوفورت را داشت. به دلیل رقابت میان حامیان بانفوذ هر دو جناح، تلاش‌های یورک برای برکناری افراد مورد علاقهٔ «هِنری» از قدرت، منجر به شعله‌ور شدن جنگ گردید. در سال ۱۴۶۰ و پس از دستگیری «هِنری» در نبرد نورت‌همپتون، «دوک یورک» — کسی که خون سلطنتی در رگ‌هایش جریان داشت — مدعی تاج و تخت شد. متعاقب این موضوع، حتی نزدیکترین حامیان اشرافی یورک نیز تمایلی به براندازی دودمان نشان ندادند و به عنوان یک راهکار و با اکثریت آرا، به اجرای بندی مهم از اعلامیه سازش مبنی بر تصاحب تاج و تخت توسط یورک‌ها و وارثان آن‌ها — تنها پس از مرگ «هِنری» — رای دادند.
مارگارت آنژو [ملکهٔ انگلستان] از قبول این ترتیبات که مقدمهٔ خلع ید فرزندش — ادوارد — از تاج و تخت پادشاهی بود، سر باز زد چرا که آن را حق قانونی وی می‌پنداشت. او [ملکه] پس از پیروزی یورک‌ها در «نبرد نورت‌همپتون» به اسکاتلند گریخته بود و در آنجا مشغول بسیج نمودن سرباز گردید و به پیروانش وعدهٔ آزادی برای غارت در هنگامهٔ یورش به سمت جنوب از طریق انگلستان را صادر کرد. در همین زمان، حامیان لنکستری وی نیز در شمال انگلستان گِرد هم آمدند و برای ورود او آماده شدند. یورک که تهدید را نزدیک می‌دید با ارتش خود برای مقابله با این فتنه به راه افتاد اما در دام نبرد ویکفیلد گرفتار شد. در جریان نبرد موصوف، «دوک» و پسر دومش، ادموند، ارل روتلند توسط لنکسترها گردن زده شدند و سر آنها بر روی میخ‌هایی نصب شد و در بالای «میکل‌گیت بار» قرار گرفت که دروازهٔ ورود به شهرستان یورک بود. به دنبال چنین وقایعی، رهبری دودمان یورک به دست وارثش، ادوارد رسید.
فاتحان «نبرد ویکفیلد»، به ارتش مارگارت ملحق شدند و به اتفاق رهسپار جنوب گردیدند و شهرهای بین راه را مورد غارت و چپاول قرار دادند. آن‌ها پس از شکست دادن ارتش یورک‌ها به رهبری ریچارد نویل، شانزدهمین ارل واریک، در دومین نبرد سنت آلبنز «هِنری» را از بند اسارت نجات داده و پس از آن، به غارت خود تا رسیدن به لندن ادامه دادند. انتشار اخبار این غارتگری سبب شد تا شهر لندن از ترس تکرار چنین وقایعی، تمایلی به گشودن دروازه‌های خود به روی «هِنری» و مارگارت نداشته باشد. ارتش لنکستر در مضیغهٔ آذوقه و تدارکات بود و وسیله‌ای نیز برای تأمین چنین مایحتاجی نداشت. مارگارت آگاهی یافت که ادوارد — پسر بزرگ‌تر ریچارد یورک — در نبرد مورتیمرز کراس در «هرفوردشایر» به پیروزی رسیده و پس از آن به سمت لندن در حال حرکت است؛ بنابراین برای احتراز از برخورد با او به همراه لنکسترها به سمت شهر یورک عقب‌نشینی کرد. «واریک» و باقی‌مانده نیروهایش، به منظور پیوستن به لشکر ادوارد و یورک‌ها از «سنت آلبانز» حرکت کرد و در همین زمان، لندن — همان ولایت از دست رفتهٔ هِنری — پذیرای ادوارد و ارتش وی بود و از آن‌ها استقبال به عمل آورد. یورک‌ها نیازمند توجیهی قانع‌کننده در راستای ادامهٔ مناقشه علیه پادشاه و پیروان لنکستری وی بودند و چنین موضوعی سبب شد تا «واریک» در چهارم مارس، پادشاهی رهبر جوان یورک‌ها را با عنوان «شاه ادوارد چهارم» اعلام نماید. چنین ادعایی، برخلاف ادعای مطرح‌شدهٔ پیشین توسط ریچارد یورک (پدر ادوارد) — که چندی قبل‌تر مطرح شده بود — این مرتبه مورد استقبال اشراف و نجبا قرار گرفت زیرا اقدامات لنکسترها را خیانت به توافق‌نامهٔ قانونی می‌دانستند.

ارتش یورک‌ها (به رنگ سفید) و لنکسترها (به رنگ قرمز) در حال عزیمت به سمت تاوتون.

با توجه به چنین رویدادی، انگلستان دارای دو پادشاه گردید و بدیهی بود که چنین موضوعی نمی‌توانست برای مدتی طولانی مستمر بماند؛ به ویژه اگر ادوارد به شکل رسمی تاجگذاری می‌کرد. متعاقب چنین وقایعی و با هدف جلب افکار عمومی، ادوارد فرمان عفو و بخشندگی برای آن دسته از نجیب‌زادگانی را صادر نمود که اقدام به ترک «هِنری» می‌نمودند. هر چند، پیشنهاد وی مشمول ثروتمندان لنکستر نمی‌گردید. پادشاه جوان سپس پیروانش را فراخواند و از آن‌ها خواست تا برای پس گرفتن شهرستان خانوادگی‌اش (یورک) و همین‌طور برکناری «هِنری» به آن سمت لشکرکشی کنند. ارتش یورک‌ها از سه مسیر مختلف به راه افتاد. عموی واریک، لرد فوکنبرگ، وظیفه یافت تا مسیر به سمت یورک را که توسط ادوارد رهبری می‌گردید، به عنوان مسیر اصلی پاکسازی نماید. دوک نورفک به سمت شرق فرستاده شد تا نیروهای جدیدی را جلب و قبل از نبرد، مجدداً به ادوارد بپیوندد و در نهایت، لشکر واریک از طریق «میدلندز» به سمت غرب سپاه و گروه اصلی حرکت کرد. در بیست و هشتم مارس، هنگامی که طلایه و پیشاهنگ ارتش یورک‌ها قصد بازسازی و عبور از گذرگاه فری‌بریج با هدف تصرف پل رودخانه آیر را داشتند توسط نیروی کوچکی شامل ۵۰۰ سرباز از لنکسترها مورد حمله قرار گرفتند و از مسیر اصلی منحرف شدند؛ این حمله که به رهبری جان کلیفورد، نهمین بارون دی کلیفورد شکل گرفته بود، در تاریخ به عنوان نبرد فری‌بریج مشهور گردید.
ادوارد ضمن اطلاع از چنین تقابلی، نیروهای اصلی خود را به سمت پل فرستاد و تن به یک نبرد طاقت‌فرسا داد. اگر چه یورک‌ها از لحاظ عددی برتری داشتند، اما باریکی پل و تنگی فضای نبرد باعث ادامهٔ جنگ در شرایط مساوی گردید و چنین تاکتیکی مناسب و دل‌خواه لنکسترها بود. ادوارد، برای برون‌رفت از چنین مخمصه‌ای، تعدادی از سواران را تحت فرماندهی «فوکنبرگ» به گدار رودخانه کسلفورد فرستاد تا ضمن دور زدن پل، نیروهای مدافع را از عقب و غافلگیرانه مورد یورش قرار دهند. حفاظت از این گدار از طرف لنکسترها به عهدهٔ هنری، ارل نورتمبرلند سپرده شده بود. هر چند، [ارل نورتمبرلند] اندکی دیر به موضعش رسید؛ درست همان زمانی که نیروی یورک از «گدار» رودخانه عبور کرده و برای حمله به لنکسترها از سمت مخالفشان به طرف «فری‌بریج» می‌تاختند. لنکسترها ضمن اقدام به عقب‌نشینی ناخواسته، تا «دینتینگ دال» تعقیب و در همان منطقه، همگی آن‌ها کشته شدند. کلیفورد به واسطهٔ اثابت نیزهٔ یک کمان به گلویش کشته شد. پس از پاکسازی مناطق اطراف از نیروهای لنکستر، یورک‌ها اقدام به بازسازی و تعمیر پل نمودند و با تبدیل آن به یک اردوگاه موقت، یک شب را در شربورن-این-المت گذراندند. ارتش لنکسترها به سمت «تدکستر» در حدود ۲ مایل (۳٫۲ کیلومتر) شمال تاوتون حرکت کرد و در آنجا اردوگاه خودش را برپا نمود. در آغاز سپیده‌دم روز بعد هر دو سپاه اردوگاه خودشان را در زیر آسمان تاریک و مملو از بادهای قوی برچیدند. آن روز مصادف با یک‌شنبه نخل بود که روزی مقدس و پراهمیت در میان مسیحیان محسوب می‌گردید. با این احوال نیروهای دو سپاه برای نبرد پیش‌رو آماده گردیدند. با توجه به برخی اسناد، ادعای تعامل برای جلوگیری از وقوع نبرد در آن روز مطرح شده اما پذیرش گسترده‌ای برای احتراز از درگیری به واسطهٔ حرمت این روز به عمل نیامد. عموماً نام این نبرد به نام روستای تاوتون شناخته می‌شود، که در نزدیکی میدان جنگ و منطقه تسویه حساب قرار داشت و در آن زمان به عنوان برجسته‌ترین منطقه در آن ناحیه شناخته می‌گردید.

## ترکیب نیروها
منابع معاصر همان دوره اعلام نموده‌اند که هر دو ارتش بسیار بزرگ بودند. به بیان آن‌ها بالغ بر ۱۰۰۰۰۰ نفر مرد جنگی در نبرد حضور داشته و جنگیده‌اند. یکی از منابع معاصر به نام رویدادنامه گریگوری مربوط به قرن پانزدهم، ادعا می‌کند که تعداد سربازان در هر لشکر بالغ بر ۱۰۰۰۰۰ نفر بوده است. تصور مورخان بر است که این آمار و ارقام اغراق‌آمیز هستند و معتقدند که رقم ترکیبی میان ۵۰۰۰۰ تا ۶۵۰۰۰ نفر محتمل‌تر است که چیزی معادل یک تا دو درصد از کل جمعیت انگلستان در آن مقطع بود. با این وجود، حضور این دو ارتش تجمیع شده در تاوتون یکی از بزرگ‌ترین گردهمایی‌های نظامی در آن زمان بود. واکاوی اسکلت‌های پیدا شده در یک گور دسته‌جمعی میان سال‌های ۱۹۹۶ تا ۲۰۰۳ میلادی نشان داد که سربازان حاضر در آن نبرد از اقصی نقاط مختلف گرد هم آمده بودند؛ آن‌ها به‌طور متوسط بین ۲۴ تا ۳۰ سال سن داشتند و بسیاری از آن‌ها جانبازان نبردها و درگیری‌های قبلی بودند.

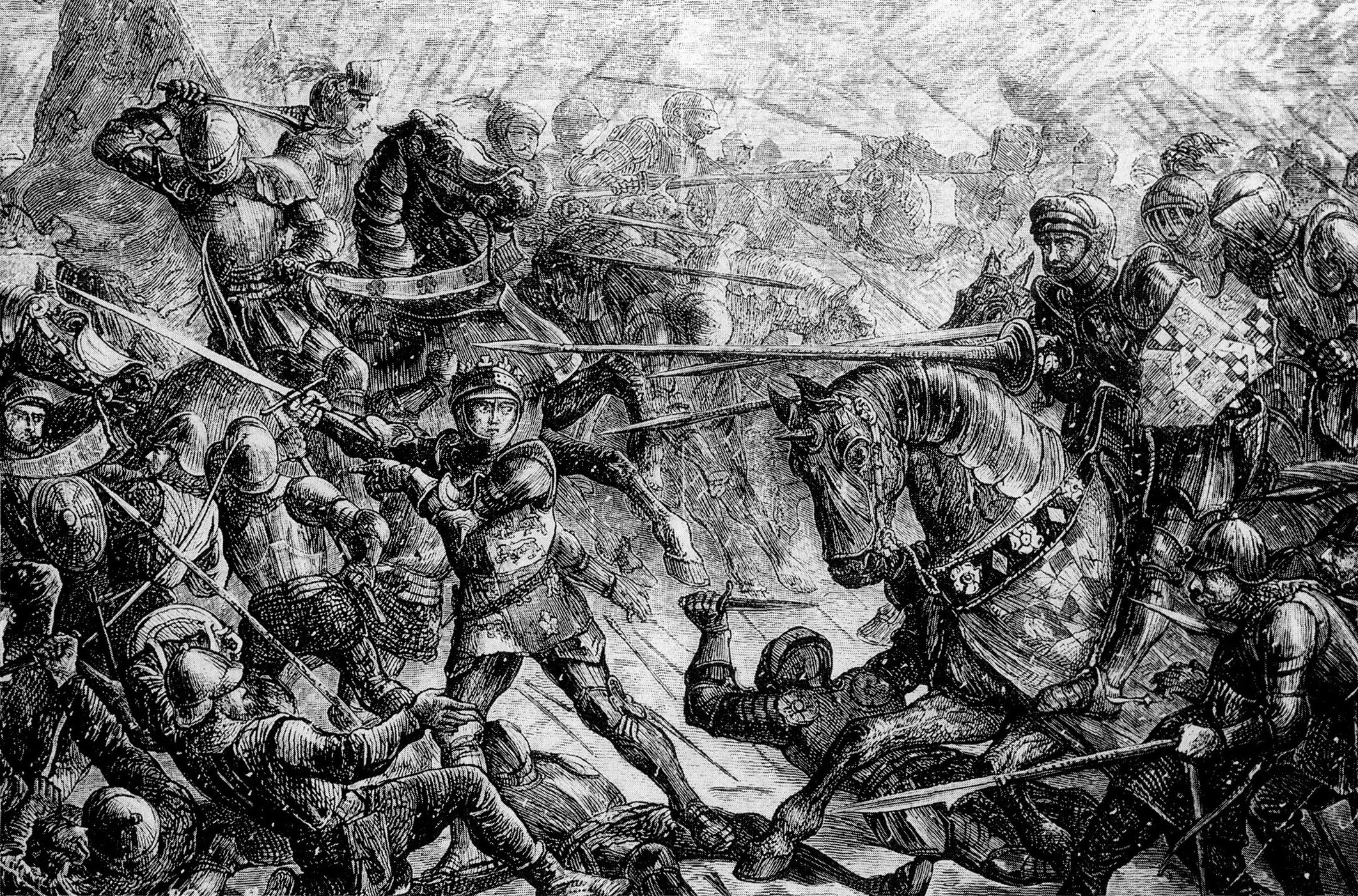
بدون حضور و رهبری ادوارد در جبههٔ نبرد، یورک‌ها به راحتی و به سرعت شکست را پذیرا می‌شدند.

بسیاری از شوالیه‌ها و اشراف — حدود سه‌چهارم از اشراف انگلستان در آن مقطع — در این نبرد جنگیدند. ۸ نفر از آن‌ها به جانبداری از یورک‌ها سوگند یاد کرده بودند در حالی که حداقل ۱۹ نفر دیگر، به حمایت از لنکسترها متعهد شده بودند.
این نبرد سرنوشت یکی از دو پادشاه را برای ایفای نقش طولانی و حکومتِ بر انگلستان مقدر می‌کرد؛ برخلاف «ادوارد» که در میان مردان خود برای جنگیدن در میدان نبرد حضور داشت، «هِنری» و مارگارت به دور از نبردگاه و در یورک باقی ماندند. لنکسترها پادشاه خود را به عنوان یک عروسک خیمه‌شب بازی در دستان همسرش می‌پنداشتند و بیشتر نگران عدم تعادل روحی وی بودند. ادوارد [در مقایسه با «هِنری»] الهام‌بخش پیروان خود بود. او [ادوارد] ۱۸ ساله و بلندی قامتش به ۶-فوت-۳ ۱⁄۲-اینچ (۱٫۹۲-متر) می‌رسید که همین موضوع به همراه پیشاهنگی او در میان صفوف لشکر باعث می‌شد تا در لباس رزم بسیار باشکوه و پرابهت به نظر برسد. علاوه بر این موارد، مهارت بسیاری نیز در مبارزه داشت. او مردان خود را در خط مقدم رهبری می‌نمود؛ به آن‌ها انگیزه و به روحشان نشاط‌بخشی لازم را ارزانی می‌داشت. «ادوارد» ترجیح می‌داد که در این نبرد همانند جنگ‌های پیشین از یک تاکتیک جسورانهٔ تهاجمی برجسته استفاده نماید.
«واریک» — از رهبران برجستهٔ یورک‌ها — که پیش‌تر و در نبرد فری‌بریج از ناحیه پا مجروح شده بود، در نبرد حضور نداشت. «نورفک» نیز برای مشارکت در جبههٔ نبرد، بسیار سالخورده بود و سربازان تحت امر او توسط والتر بلونت، نخستین بارون مانتجوی و رابرت هورن فرماندهی می‌شدند؛ چنین موضوعی می‌توانست مزیت باشد، چرا که از «نورفک» به عنوان یک متحد غیرقابل پیش‌بینی یاد می‌گردید.
«ادوارد» به‌طور قابل‌توجهی به عموی واریک — لرد فوکنبرگ — که کهنه‌سرباز جنگ‌های انگلیس-فرانسه، مشهور به جنگ صد ساله بود تکیه داشت. «فوکنبرگ» در میان هم رده‌های معاصر خودش به واسطهٔ نبوغ نظامی، دارای احترام بسیار زیادی بود. او برای انطباق با موقعیت‌های پیش‌بینی نشده بسیار سریع بود؛ در میان دستاوردهای قبلی وی می‌توان به فرمانداری دولت‌شهر فرانسوی «کاله» اشاره داشت که منجر به چند اردوکشی و دستبرد دریایی در کانال مانش گردید. «فوکنبرگ» همچنین یکی از طلایه‌داران (جلودار سپاه) در «نبرد نورث‌همپتون» بود.
در آن طرف میدان، لنکسترها بدون حضور پادشاه «هِنری» در جبههٔ نبرد، متکی به فرماندهی و درایت هنری بیفورت، دوک سامرست بودند. «بیفورت» به دلیل مانورهای هوشمندانه در «ویکفیلد» و «سنت آلبانز»، توانسته بود تا پیروزی لنکسترها را رقم بزند؛ با همه این احوال، برخی معتقدند که وی [بیفورت] این پیروزی‌ها را مدیون آندرو ترولپ بود. «ترولپ» فرمانده‌ای زیرک و باتجربه بود که پیش از این، در سال ۱۴۵۹ و تا قبل از ترک موضع به نفع لنکسترها در جریان نبرد لودفورد بریج در همان سال [۱۴۵۹]، تحت فرماندهی «واریک» در «کاله» خدمت کرده بود. لنکسترها نیز همانند یورک‌ها رهبران برجسته‌ای در اختیار داشتند که از میان آن‌ها هنری هولاند، دوک اکستر مشهورتر از سایرین بود. متنفذان شمالی، هنری پرسی، ارل نورث‌آمبرلند، لرد دی روس و رالف داکر نیز حضور داشتند. از میان این فرماندهان برجسته، لرد کلیفورد پیش از این نبرد و در جریان نبرد فری‌بریج، با اصابت تیر کمان به گلویش کشته شده بود.

## آرایش نیروها

استقرار اولیه در تاوتون: یورک‌ها (به رنگ سفید) و لنکسترها (به رنگ قرمز)

تعداد بسیار کمی از منابع تاریخی وجود دارند که جزئیات دقیقی از نبرد ارائه می‌دهند و در آن‌ها توضیح جامعی از استقرار دقیق نیروها نیست. کمبود منابع اولیه و موثق منجر به این گردیده که مورخان اولیه، به وقایع‌نگاری «هال» به عنوان منبع اصلی و قابل استناد ارجاع بدهند. با وجود نگارش این منابع در ۷۰ سال پس از این رویداد، سوالات پیش آمده بیشتر در مورد خاستگاه این اطلاعات است. جان دی وارین — وقایع‌نگار بورگوندی — یک منبع معاصر بود اما وقایع‌نگاری‌های او تنها از سال ۱۸۹۱ میلادی در دسترس عموم قرار گرفت و وجود چند اشتباه در آن، مورخان آن دوره را برای استفاده از آن تا حدودی دلسرد کرد. شرح روایت‌های بعدی که پس از جنگ بیان شدند، اصالتاً در نسخهٔ «هال» وجود داشتند که توسط جزئیات کوچک از منابع دیگر تکمیل شده بود.
نبرد بر روی یک زمین مسطح بین روستاهای ساکستون (در جنوب) و تاوتون (در شمال) صورت گرفت که جزو زمین‌های کشاورزی محسوب می‌گردید و دارای مقدار زیادی فضای باز و گسترده به همراه جاده‌های کوچک مناسبی برای مانور ارتش‌ها بود. از این منطقه دو جاده عبور می‌کرد که یکی جادهٔ قدیمی لندن — که تاوتون را به پایتخت انگلستان متصل می‌کرد — و دیگری جادهٔ مستقیم بین ساکستون و تاوتون بود که دارای کناره‌های فراوان جریان کوک بک در محدوده‌ای مارپیچ و محاط به بلندی‌های مشرف به سمت شمال به غرب بود. این فلات توسط درهٔ کوچک تاوتون به دو نیم تقسیم می‌گردید که از سمت غرب آغاز و به سمت زمین‌های شمالی متمایل به شرق وسعت پیدا می‌کرد. زمین‌های جنگلی انبوه در سرتاسر منطقه پراکنده و درختزار «رنشاو وودز» در سمت شمال غرب فلات قرار گرفته بود. در بخش جنوبی درهٔ کوچک تاوتون نیز، درختزار «کسل هیل وود» قرار گرفته بود که در سمت غربی فلات و در یک خم از جریان «کوک بک» قرار داشت. منطقهٔ شمال شرقی این درختزار پس از نبرد تاوتون به «علفزار خونین» مشهور گشت.
با توجه به گفته‌های کریستوفر گراوت و همچنین عضو مشتاق امور نظامی، «تِریور جیمز هالسال» که همکار «گراوت» در این تحقیقات می‌باشد؛ «تصمیم «سامرست» برای درگیری با ارتش یورک‌ها در این فلات درست بود.» دفاع میدانیِ قبل از تاوتون، بهترین ایده بود که می‌توانست «سد راه هر مهاجمی به سمت شهر یورک گردد» چه آنهایی [مهاجمانی] که در امتداد جادهٔ لندن به تاوتون می‌خواستند به این مهم دست یابند و چه آنهایی که تصمیم داشتند تا از یک جادهٔ قدیمی رومی به سمت غرب حرکت کنند. لنکستری‌ها در ضلع شمال و به محاذات درهٔ کوچک تاوتون مستقر شدند و از دره به عنوان خندق دفاعی بهره جستند. نقطه‌ضعف این موقعیت این بود که «آن‌ها نمی‌توانستند فراتر از برآمدگی (لبه) جنوب دره را ببینند.» جناحین لنکسترها توسط باتلاق‌ها محافظت می‌گردید و سمت راست آنها، بیشتر توسط کرانه‌های شیب‌دار «کوک بک» محافظت می‌شد. عرض منطقهٔ استقرار لنکسترها به گونه‌ای بود که «اجازهٔ استقرار و شکل‌گیری یک خط مقدم وسیع را نمی‌داد» و همین موضوع باعث محروم ماندن لنکسترها در راستای استفاده از برتری عددی بود. گزارش «وارین»، این نظر را تقویت کرده که «سامرست» دستور داد تا یک نیروی نیزه‌دار در درختزار «کسل هیل وود» به حالت آماده باش برای حملهٔ غافلگیرانه از سمت جناح چپ یورک — در زمان مناسب — استقرار داشته باشند.
هنگامی که لنکسترها استقرار خود را تکمیل کردند، یورک‌ها به دیدرس رسیدند. صفوف سربازان یورک، درست در هنگامهٔ آغاز برف بر روی خط‌الرأس جنوبی درهٔ کوچک تاوتون قرار گرفتند. تعداد ارتش ادوارد بیشتر بود و نیروهای «نورفک» نیز هنوز برای پیوستن به او نرسیده بودند. ویلیام نویل، نخستین ارل کنت، طلایه‌دار ارتش یورک بود. «هال» — مورخ متقدم تاریخی — از جان ونلوک، نخستین بارون ونلوک، جان دینهام، نخستین بارون دینهام و افراد دیگری به عنوان عقب‌دار ارتش یورک نام برده است. منابع به شیوه‌های متفاوت از دوک سامرست، ترولپ، ارل نورث‌آمبرلند و همچنین «دوک اکستر» به عنوان فرماندهان لنکستر نام می‌برند هر چند، در مورد اینکه هر کدام از این افراد به‌طور دقیق فرماندهی کدام بخش را بر عهده داشته‌اند، اتفاق نظر وجود ندارد.

## نبرد

در لحظه‌ای حیاتی، نیروهای نورفک وارد شده و به کمک یورک‌ها (به رنگ سفید) می‌شتابند و بر لنکسترها (به رنگ قرمز) غلبه می‌نمایند.

«دوک سامرست» [فرماندهٔ ارتش لنکستر]، در موقعیت خود ایستاد و ابتکار عمل را به دست حریف سپرد؛ گشایش حرکت و پیشتازی توسط یورک‌ها آغاز گردید. «فوکنبرگ» [فرمانده ارتش یورک] با ملاحظهٔ قدرت و جهت وزش باد، به همهٔ کمانداران یورک دستور داد تا جلو بروند و تیرهای کمان خود را با استفاده از قدرت باد پشت سر، در بُرد هدف مناسب‌تری از چلهٔ کمان رها سازند. تیرهای پرتابی از جانب یورک‌ها (به دلیل سوار شدن بر باد مناسب) مسیر طولانی‌تری را نسبت به حد معمول انتظار می‌پیمود؛ غوطه‌ور شدن تیرها باعث شد تا به عمق نیروهای حریفِ مستقر در شیب تپه نفوذ کنند.
در طرف دیگر، پاسخ کمانداران لنکستر کاملاً بی‌اثر بود؛ چرا که باد سنگین همراه با برف و بوران علیه آن‌ها بود. تیراندازان لنکستر به سختی می‌توانستند محدودهٔ مناسبی برای پرتاب تیر به سمت هدف پیدا کنند و تیرهای آن‌ها در فاصلهٔ کوتاهی مانده تا خطوط یورک‌ها سقوط می‌کرد. «فوکنبرگ» به کمانداران خود دستور داد «بعد از پرتاب تیر، به‌طور دسته‌جمعی — برای اجتناب از هر گونه تلفات — عقب‌نشینی کنند.» کمانداران لنکستر برخلاف کمانداران حریف، قادر به مشاهدهٔ نتایج اقدام خود نبودند و تا زمانی که دیگر نزدیک به اتمام نیزه بودند به پرتاب تیرهای خود ادامه دادند «زمین جلوی یورک‌ها بر اثر حجم سنگین و بی‌اثر تیرباران کمانداران لنکستر به مثابه یک فرش خاردار گردیده بود.»

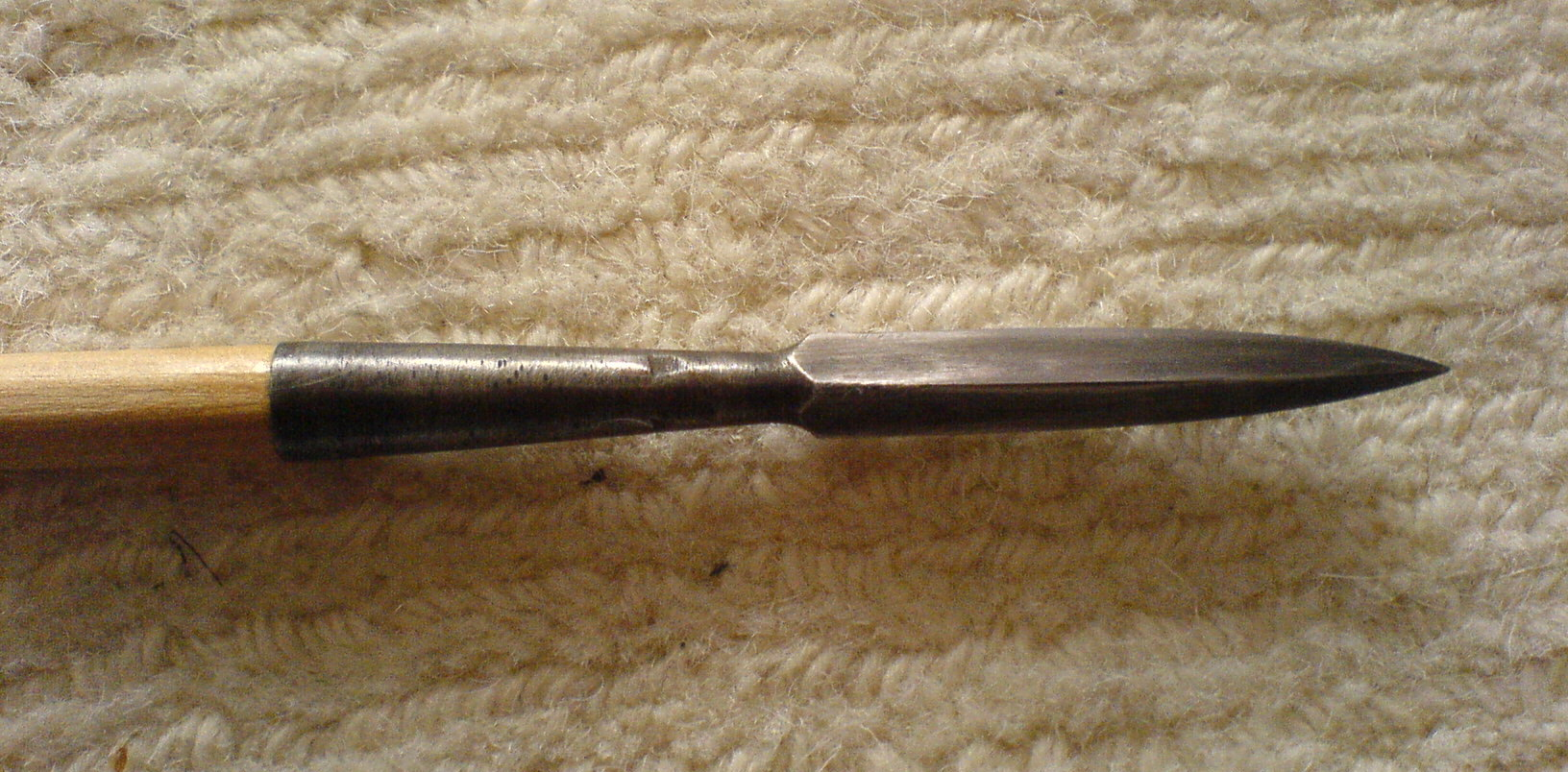
نوک پیکان مشهور به بادکین پوینت که از کمان موسوم به کمان بلند انگلیسی پرتاب می‌گردید، در نبرد تاوتون تعداد بسیاری از سربازان را به کشتن داد.

پس از اینکه تیراندازی بی‌نتیجهٔ لنکسترها متوقف شد، «فوکنبرگ» دوباره به کمانداران خود دستور داد «جلو بروند و تیر پرتاب نمایند.» در همان زمان که آن‌ها تیرهای خود را پرتاب می‌کردند، تعدادی دیگر از هم‌قطارانشان، تیرهای دشمن را که در مقابلشان در زمین فرورفته بود جمع کردند و دوباره به تیراندازی ادامه دادند. فرماندهی ارتش لنکستر که می‌دید «بدون هیچ واکنش مؤثری آماج هدف قرار گرفته» به منظور تقابل رو در رو به حرکت درآمد. کمانداران یورک تا قبل از بازگشت و عقب‌نشینی به پشت خطوط، تعداد بیشتری تیر پرتاب کردند «رهاسازی هزاران پیکان با نقطهٔ فرود در جبههٔ پیش‌تاختهٔ لنکستر پیشروی آن‌ها را دچار اختلال نمود.»
بر طبق اظهارات «وارین» — وقایع‌نگار بورگوندی — «هنگامی که یورک‌ها صفوف خود را برای پذیرایی از یورش نیروهای لنکستر آماده می‌کردند، جناح چپ آن‌ها از طرف سواران کمین کرده در درختزار «کسل هیل وود» مورد حمله قرار گرفت.» جناح چپ یورک‌ها از بابت این تهاجم آشفته و به‌هم‌ریخته شد و تعدادی از مردان اقدام به فرار نمودند. ادوارد برای سر و سامان دادن به این وضعیت بشخصه فرماندهی جناح چپ را بر عهده گرفت. «او با تشویق و تشجیع پیروانش به نبرد، الهام‌بخش بسیاری از آن‌ها، جهت ایستادگی و مقاومت در قبال وضعیت پیش‌آمده، گردید.» با شروع درگیری رو در روی هر دو ارتش، کمانداران از فاصلهٔ نزدیکی به سمت انبوه سربازان شلیک می‌کردند. لنکسترها به‌طور مداوم مردان تازه‌نفس را به نزاع می‌فرستادند و به تدریج، ارتش یورک‌ها که از بابت تعداد نفرات در مضیغه قرار گرفته بود، تا خط‌الرأس جنوبی مجبور به عقب‌نشینی شد. «گراوت» — مورخ نظامی و پژوهشگر مطالعات قرون وسطی — معتقد است که: «سمت چپ لنکسترها شتاب و حرکت کمتری نسبت به باقی ارتش داشت و همین موضوع باعث انحراف خطوط اصلی لشکر لنکستر شد به طوری که انتهای غربی آن به سمت ساکستون متمایل شد.»
با توجه به تحقیقات مؤسسهٔ ناسودبر میراث انگلستان — نهاد دولتی مسئول حفاظت از مکان‌های تاریخی — «مبارزه برای مدت ۳ ساعت ادامه می‌یابد.» تا پیش از رسیدن سربازان «نورفک» به جبههٔ نبرد «همه چیز بی‌حاصل و بدون سرانجام به نظر می‌رسید.» او [نورفک] با کمال احتیاط از نظر پنهان شد تا زمانی که به خط‌الرأس رزمگاه رسید و سپس به سمت جناح چپ ارتش لنکستر یورش برد. لنکسترها به مبارزه ادامه دادند، اما «برتری به جانب یورک‌ها برگشته بود.» در پایان روز «خط سپاه لنکسترها در هم شکسته شده بود» و در همان حال بسیاری از آن‌ها «به شکل گروه‌های کوچکی از سربازان شروع به فرار برای نجات جان خود نمودند.» پولیدور ورژیل — وقایع‌نگار هنری هفتم — ادعا کرده که: «مبارزه دست‌کم برای ۱۰ ساعت به طول انجامید.»

## تار و مار

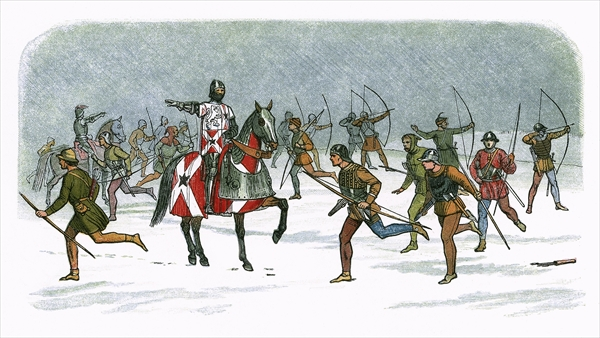
«ویلیام نویل، نخستین ارل کنت» (سوار بر اسب) از فرماندهان سپاه یورک به کمانداران دستور داد تا از باد مساعد برای استیصال لنکسترها استفاده کنند. تاکتیک وی مؤثر بود و باعث شد تا سپاه لنکستر از مواضع خود صرف‌نظر نماید. [طراحی مربوط به قرن نوزدهم]

سربازانِ تازه به میدان رسیدهٔ «نورفک» تازه‌نفس و چابک‌تر بودند و در مقابل، سربازان خستهٔ لنکستر «زره و کلاهخود خود را درآورده و پرت می‌کردند تا بتوانند سریعتر فرار کنند» بدون چنین حفاظی، آن‌ها خیلی بیشتر در معرض حملات یورک‌ها قرار داشتند. گریختن مردان ارتش لنکستر در مکانی صورت گرفت که بعدها مشهور به «علفزار خونین» گردید. «بسیاری از این سربازان فراری، یا از پشت سلاخی شدند یا پس از تسلیم شدن، کشته شدند.» صدور فرمان امان ندادن — از هر دو طرف سپاه — باعث شده بود تا یورک‌ها که جنگی طاقت‌فرسا و طولانی را پشت سر گذاشته بودند، روحیه‌ای برای امان دادن و چشم‌پوشی از جان کسی نداشته باشند. «برای کشتن برخی از فرماندهان کلیدی لنکستر همچون ترولپ، جایزهٔ قابل‌توجهی مقرر شده بود.» در وقایع‌نگاری گریگوری آمده است که: «۴۲ شوالیه [از لنکستر] پس از اسارت، کشته شدند.»
یافته‌های باستان‌شناسی در اواخر قرن بیستم «دیدگاه روشنی را از لحظات پایانی نبرد آشکار ساخته است.» در سال ۱۹۹۶ میلادی «عملیات کارگران یک کارگاه ساختمانی در روستای تاوتون منجر به کشف یک گور دسته‌جمعی گردید.» اغلب باستان‌شناسان معتقدند که: «این گور دسته‌جمعی، شامل باقی‌ماندهٔ مردانی است که یا در طی جنگ و یا بعد از آن، در سال ۱۴۶۱ میلادی کشته شده‌اند.» اجساد مکشوف نشانگر جراحات بسیار زیادی در قسمت بالاتنه بود «بازوها و جمجمه‌ها خرد شده و در هم شکسته بودند.» نبش قبر و بررسی یک نمونه از این اجساد که به نام «تاوتون ۲۵» نامگذاری شده بود، نشان داد که: «جمجمهٔ وی دو نیم شده است؛ بدیهی بود که اسلحه‌ای روی صورتش کوبیده و باعث چنین زخم عمیقی گردیده که تا عمق استخوان نفوذ کرده است.» این جمجمه همچنین از پشت، توسط یک زخم عمیق دیگر هم سوراخ شده بود که بریدگی افقی به وسیلهٔ تیغه‌ای برنده را نشان می‌داد
ارتش لنکستر «اغلب نیروی خود را نه در جریان نبرد بلکه در هنگامهٔ بی‌نظمی و اغتشاشی که منتهی به گریختن گردید از دست داد.» برخی از مردان آن‌ها در تلاش برای فرار از طریق رودخانه «توسط جریان آب در سراسر آن غوطه‌ور و غرق شدند.» بسیاری از آن‌ها؛ «توسط همرزمانشان که از پشت سر می‌آمدند و در حال گریز از یورک‌ها بودند، در حالی که برای احتراز از خفه شدن دست و پا می‌زدند، ناخواسته به زیر آب می‌رفتند.» هنگامی که لنکسترها در سراسر طول رودخانه تلاش برای فرار داشتند، توسط کمانداران یورک مورد هدف قرار گرفتند «کماندارانی که با قرارگیری در موضع مرتفع‌تر، آن‌ها را آماج پیکان‌های خودشان قرار می‌دادند.» بر طبق گزارش وقایع‌نگاری‌ها؛ «کشتار لنکسترها به اندازه‌ای ادامه یافت که از باقی ماندهٔ اجساد آن‌ها — به صورت پشته و روی هم ریخته — پلی ایجاد گردیده بود و باقی فراریان از روی تَل جسدها می‌گذشتند.» این تعقیب و گریز به سمت شمال و رودخانه وارف نیز ادامه یافت که قدرت جریان آن، به نسبت قوی‌تر از کوک‌بک‌ها بود. هجوم برای گریز از مهلکه به گونه‌ای بود که «یک پل بر روی رودخانه در زیر سنگینی انبوه مردان فرو ریخت و بسیاری در تلاش برای عبور از جریان رودخانه غرق شدند.» برخی از فراریان هم که توانسته بودند خودشان را به تدکستر و یورک رسانده و پنهان شوند نیز به فرجام، دستگیر و سپس کشته شدند.
در خبرنامه‌ای که به مورخ ۴ آوریل ۱۴۶۱ به شکلی گسترده پخش گردید، از تعداد تلفاتی بالغ بر ۲۸۰۰۰ تن یاد شده است که چارلز راس و مورخان دیگر معتقدند که: «اغراق‌آمیز بوده و این تعداد از تلفات ذکر شده، منتسب به نامه‌هایی است که از ادوارد و اسقف سالیسبوری ریچارد بیچم، به دست آمده است.» در نامه‌های یک سفیر و یک تاجر اهل دوک‌نشین میلان از تعداد ۸۰۰۰ کشته برای یورک‌ها و ۲۰۰۰۰ کشته برای لنکسترها یاد شده است. از طرف دیگر، اسقف الفین نیکلاس اُو فلاناگان و اسقف فرانچسکو کوپینی گزارش داده‌اند که؛ «یورک‌ها، تنها متقبل ۸۰۰ کشته شدند.» دیگر منابع معاصر حتی ارقام بالاتری را ذکر کرده‌اند اعم از ۳۰۰۰۰ تا ۳۸۰۰۰ نفر. «هال» در همین زمینه، گزارش تلفات دقیق‌تر و با ذکر ریز ارقام را بیان کرده که «رقم ۳۶۷۷۰ تن می‌باشد.» یک استثنا در این میان وجود دارد که همانا «سال‌نامه امور انگلیسی» است که رقم ۹۰۰۰ تلفات را برای لنکسترها برشمرده؛ رقمی که از دیدگاه «راس» و «برترام وولفه» [مورخ] می‌تواند باورپذیرتر باشد. یک تحلیل جدیدتر از منابع و شواهد باستان‌شناسی نشان می‌دهد که گزارش‌های ارقام تاوتون «محتمل است که متأثر و تلفیقی از تلفات فری‌بریج و دینتینگ دال  (تلفات آن دو مناقشه در محدودهٔ رقم ۲۸۰۰ تا ۳۸۰۰ ذکر شده) هم بوده باشد.»
تلفات در میان اشراف لنکسترها سنگین بود «ارل نورتمبرلند، لیونل ولز، ماولی، داکر و ترولپ در جنگ کشته شده بودند.» تعدادی دیگر از اشراف همچون ارل‌های دوون و ویلتشر نیز که پس از نبرد دستگیر شده بودند به فرجام، گردن زده شدند. لرد داکر، گفته شد که: «توسط یک کماندار مخفی شده و فرصت‌طلب در میان درختچهٔ آقطی سیاه کشته شد.» در جبههٔ مقابل، یورک‌ها تنها یک عضو قابل توجه از طبقهٔ مرفه را در تاوتون از دست دادند.

## عواقب

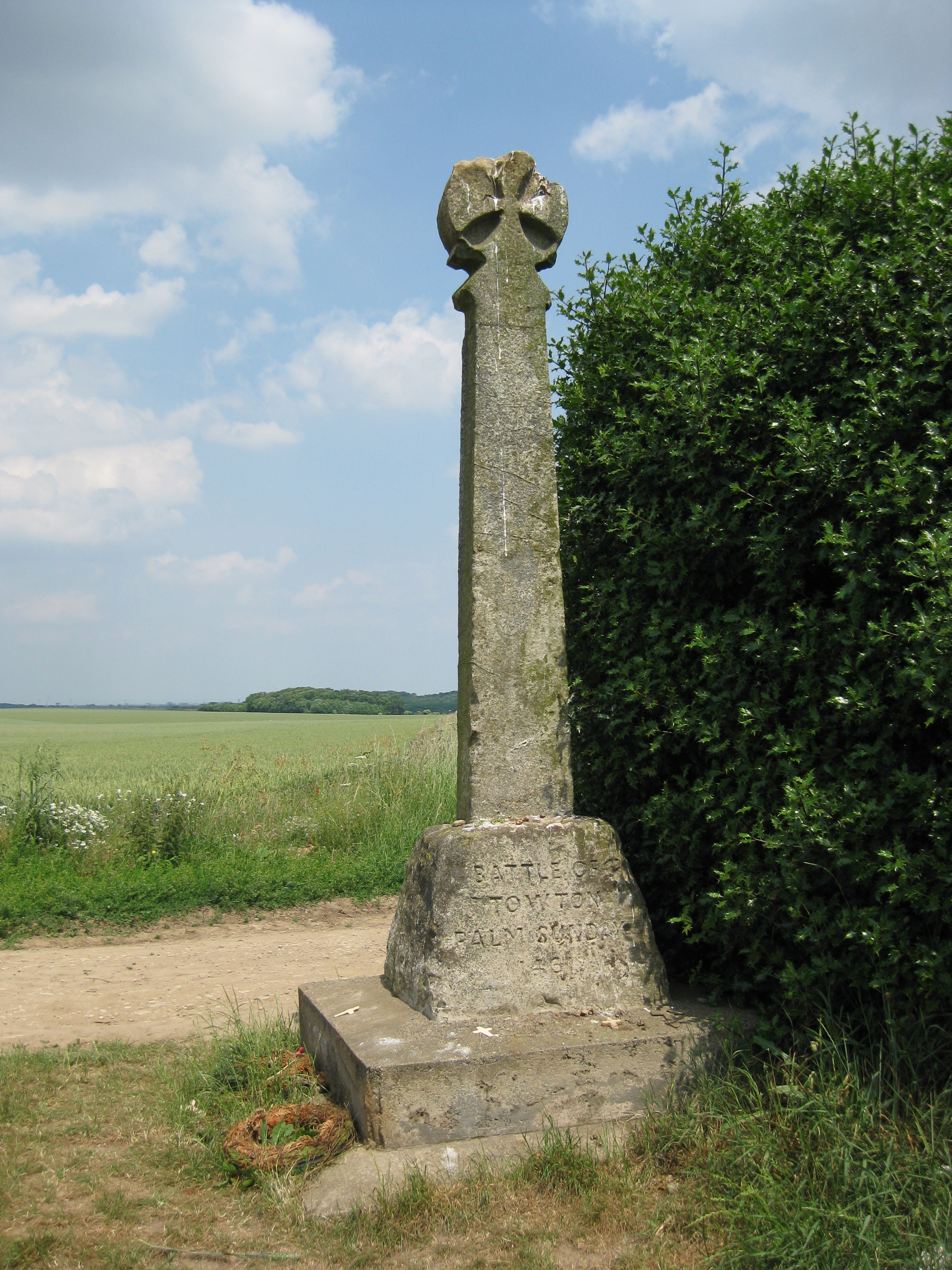
صلیب تاوتون: نصب شده در مکان جبههٔ جنگ به عنوان یادبودی برای نبرد تاوتون

پس از دریافت اخبار مربوط به شکست ارتش، «هِنری» به همراه همسر و فرزندش مجبور به جلای وطن و فرار به سمت اسکاتلند گردید و چند تن از اشراف و فراریان لنکستر نیز که از مهلکهٔ تاوتون جان سالم به در برده بودند به او پیوستند. از جملهٔ این افراد می‌توان به «سامرست»، «روس» و «اکستر» اشاره داشت. نبرد تاوتون «باعث کاهش چشمگیر قدرت خاندان لنکستر در انگلستان گردید» که به دنبال آن، اساس و پایه‌های قدرت آن‌ها (همچون «نورتمبرلند»، «کلیفورد»، «روس» و «لرد داکر») کشته و برخی هم از کشور گریخته بودند و این پایانی بود بر فرمانروایی خاندان‌های شمال انگلستان. «ادوارد» به خوبی از وضعیت پیش آمده‌استفاده کرد و اسامی ۱۴ لنکستری را در لیست خائنین به میهن قرار داد. در حدود ۹۶ لنکستریِ دارای رتبه شوالیه و فرودست آنها، مقصر شناخته و ننگ شدند که از این میان، ۲۴ تن از آن‌ها از اعضای پارلمان بودند.
برای پادشاه جدید [ادوارد]، «پیروزی بر دشمنانش ارجح‌تر بود تا پرداختن به مقولهٔ حق متنازع فیه» برخی اشراف مخالف وی، کشته یا ننگ شده و برخی هم با عدم تغییر موضع، از پیوستن به او امتناع ورزیده بودند. املاک تعدادی از این اشراف «به نام تاج پادشاهی مصادره گردید، اما باقی آن‌ها دست‌نخورده ماند و کماکان در مراقبت و رسیدگی خانواده‌های خودشان قرار گرفت.» «ادوارد» همچنین از سر تقصیر بسیاری گذشت، همان‌هایی که نقش جدید او را در حکومت پذیرفته بودند.
اگر چه «هِنری» به همراه فرزندش تحت‌تعقیب نبود و آزادانه در اسکاتلند به سر می‌برد، اما «نبرد تاوتون (دست‌کم تا آن زمان) به اختلاف بر سر وضعیت پادشاهی کشور از زمان اعلامیه سازش پایان داد. مردم انگلستان در حال حاضر پذیرفته بودند که «ادوارد»، پادشاه واقعی و برحق است.» او توجه خودش را به تحکیم حاکمیت بر کشور گذاشت و این امر با پیروزی و از بین بردن تعدادی از شورش‌های مطرح شده توسط چند لنکستری سرسخت انجام پذیرفت. چند تن از حامیان پادشاه جدید، به مقام شوالیه ارتقا یافته و همین‌طور چند تن دیگر از حامیان طبقه مرفه نیز به مقام اعیانی رسیدند. «فوکنبرگ» نیز به مقام اشرافی ارل کنت دست یافت. «واریک» از حکومت ادوارد پس از پایان نبرد سود بسیار به دست آورد. بخش‌هایی از «نورتمبرلند» و منابع کلیفورد به وی رسید. عنوان «نایب پادشاه در شمال و فرماندهٔ انگلستان» برای وی ایجاد گردید. «ادوارد» همچنین، بسیاری از مناصب ثروت و قدرت را هم به او اعطا کرد و نفوذ قابل‌توجهی به وی بخشید.
تا سال ۱۴۶۴، یورک‌ها مقاومت مؤثر تمام لنکسترها در شمال انگلستان را از بین بردند. سلطنت «ادوارد» نیز تا سال ۱۴۷۰ منقطع نشد. پس از آن، رابطهٔ او و «واریک» رو به تیرگی نهاد؛ به گونه‌ای که «واریک» به سمت لنکسترها گرایش پیدا کرد و همین عمل وی «باعث یک تبعید ناخواسته و فرار ادوارد از انگلستان گردید که سرآغاز بازگشت مجدد «هِنری» به تاج و تخت بود.» وقفهٔ پیش آمده در حکومت یورک‌ها مستعجل بود، چرا که «ادوارد» تاج و تخت خود را دوباره و پس از شکست واریک و لنکسترها در نبرد بارنت به سال ۱۴۷۱ پس گرفت.

## ادبیات

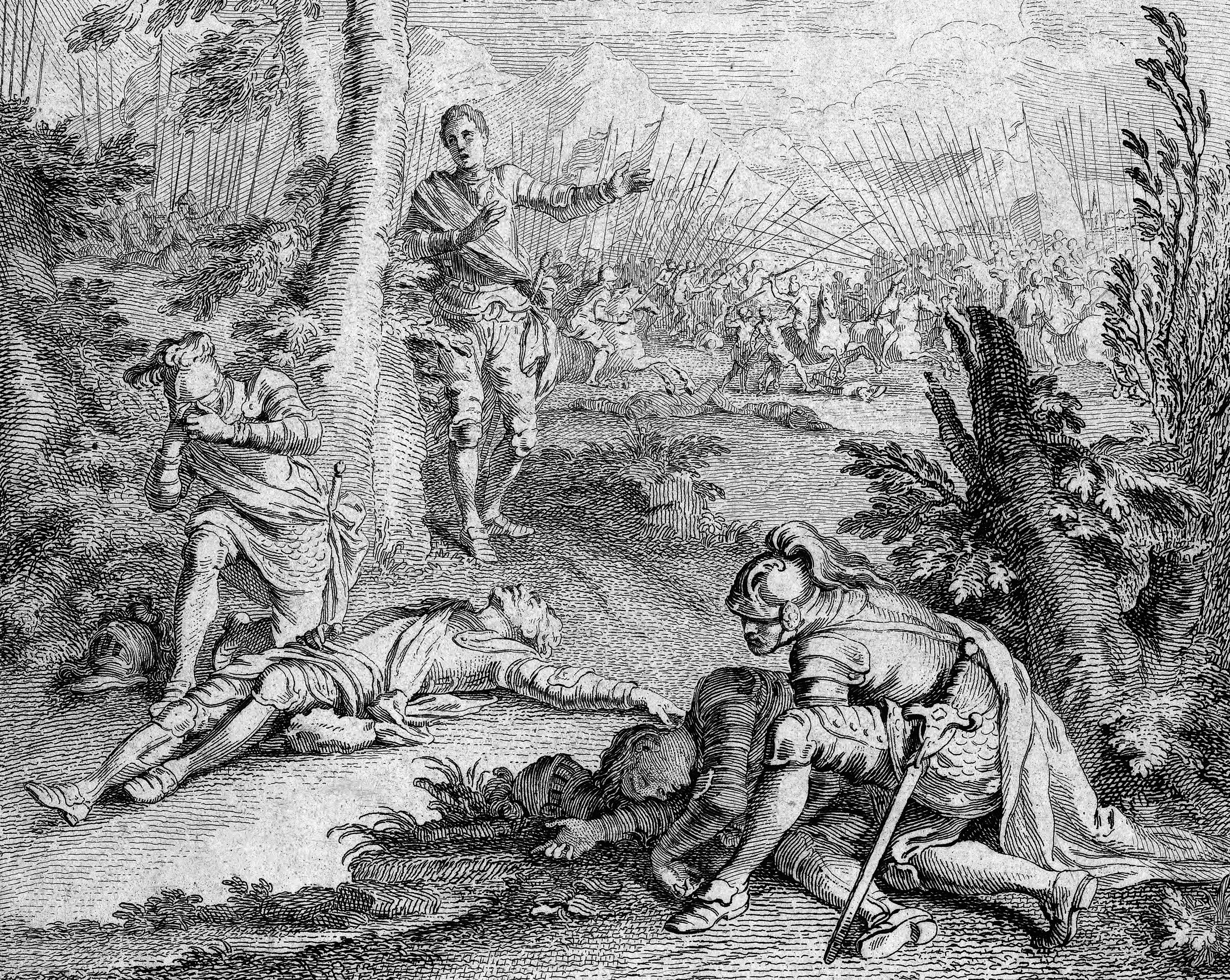
شکسپیر از نبرد تاوتون برای نشان‌دادن وحشت برخاسته از جنگ داخلی استفاده کرد. او در بخشی از نمایشنامه «هنری ششم: قسمت سوم» نوشته؛ پدری متوجه می‌شود که فرزندش را کشته است در حالی که در سمتی دیگر، برعکس این موضوع اتفاق افتاده و فرزندی را می‌بینیم که — ناخواسته و ندانسته — پدرش را به قتل رسانده است.

در قرن شانزدهم میلادی، ویلیام شکسپیر تعدادی نمایشنامه با اقتباس از شخصیت‌های تاریخی نوشت. وی از تاریخ به عنوان دورنمای آثارش در کنار شخصیت‌های آشنا برای نمایش‌نامه‌ها بهره گرفت که این آشنایی، یک نوع حس واقع‌گرایی به نمایش‌نامه‌های او می‌داد. شکسپیر سه بخش اجرایی دربارهٔ هنری ششم نوشت که عمیقاً به منابع «هال» به عنوان منبع وابسته بود. چشم‌انداز او از نبرد تاوتون (هنری ششم، بخش سوم، قسمت سوم، سکانس پنجم) بیانگر این نبرد به عنوان خونین‌ترین تعامل رخ داده در طول جنگ رزها می‌باشد. یک قطعه از این مجموعه شامل نکته جالب و عبرت‌انگیزی است به این مضمون: «وحشت برخاسته از جنگ داخلی، وحشتی ملی و اساساً، قومی است.» «برترام وولفه»، معتقد است که: «به لطف نمایش‌نامه‌های شکسپیر در تشریح وقایع حادث شده در نبرد، حداقل می‌توان چنین نتیجه گرفت که جامعهٔ انگلیسی به ناتوانی و بی‌کفایتی «هِنری» واقف شد؛ گو اینکه، او نه در قامت یک پادشاه، بلکه در قامت کسی متولد شده بود که راه و رسم رسیدن به پادشاهی را نشان می‌دهد.»
نسخهٔ ارائه شده توسط شکسپیر از نبرد برای اجرا، یک پرده قابل توجه در خود دارد که به دنبال حدیث نفس از جانب «هِنری» می‌آید. او در آن صحنه شاهد تاسف دو سرباز جنگجو در نبرد می‌باشد «یکی از سربازان با هدف کسب غنیمت یا چیزی بهادار، با خشونت تمام در حال کشتن حریف مقابل است» اما او به سرعت پی می‌برد که قربانی، همانا فرزند خودش است. در طرف دیگر، «سربازی حریف مقابلش را می‌کشد در حالی که معلوم می‌شود، اساساً پدرش را به قتل رسانده.» در اینجا هر دو قاتل از روی طمع اقدام کرده‌اند و پس از وقوف بر اعمال ناشایست خود، در اندوه عمیقی فرورفته‌اند.
«آرتور پرسیوال راسیتر» — محقق و دانش‌پژوه شکسپیر — این صحنه را «برجسته‌ترین آیینی می‌داند که توسط یک نمایش‌نامه‌نویس، نوشته شده است.» پیروی از یک الگوی اپرا، مسبب ارائهٔ چنین رویدادی است «پس از یک سخنرانی طولانی، هنرپیشگان به تناوب در میان یکدیگر قرار می‌گیرند تا به ارائه تک‌خط‌هایی از کلمات قصار و کنارگویی به مخاطبان بپردازند.» شکسپیر به دنبال معکوس کردن رویکرد خودش [قرار دادن شخصیت‌های واقعی تاریخی] در نمایش‌نامه‌های بعدی، از شخصیت‌های تخیلی ناشناس بهره می‌جوید تا مصیبت‌های جنگ داخلی را به تصویر بکشد؛ «در آن صحنهٔ غم و اندوه، یک [پادشاه تاریخی] در مورد سرنوشت آنها فکر می‌کند.» «مایکل هاتاوی» — استاد بازنشسته ادبیات انگلیسی دانشگاه شفیلد — اظهار می‌دارد: «شکسپیر مصمم بود تا اندوه «هِنری» از جنگ را به نمایش بگذارد؛ بلکه بتواند همین احساسات را هم در اندیشهٔ مخاطب بگنجاند که اساساً، «هِنری» ناتوان از پادشاهی بود.»
«جفری هیل» — چکامه‌سرا و استاد شعر دانشگاه آکسفورد — در چکامهٔ «نغمهٔ تدفین»(۱۹۶۸) نبرد تاوتون را مورد واکاوی دوباره قرار داد. «هیل» این واقعهٔ تاریخی را «در قالب صدای رزمندگان حاضر در نبرد ارائه می‌کند و از چشم‌انداز آنها به آشفتگی‌های دوران می‌نگرد.» در [بخشی از] چکامهٔ وی می‌خوانیم؛ «نالهٔ سربازان ساده — از رنج جسمی و فداکاری — برای ایده‌هایی بود که رهبرانشان تجلیل می‌کردند.» در ادامه می‌آید؛ «ولو آنکه به بهای جانشان تمام شود، در عزم مافوق خود برای نابودی مخالف سهیم هستند.» او [هیل]، اطمینان حاظران در نبرد را به تصویر می‌کشد مبنی بر اینکه: «این رویداد، از پیش مقدر شده بود و به عنوان یک نمایش مسخره از اهمیت بالایی برخوردار بود» و در ادامه نوشته: «عالم، فارغ از توجه به نبرد تاوتون به کار خود پرداخت.»
در رمان تاریخی کریستوفر جان سانسوم [مؤلف بریتانیایی] تحت عنوان شهریار که ماجرای آن مربوط به سال ۱۵۴۱ — حدود ۶۰ سال پس از نبرد تاوتون — می‌باشد، بخشی وجود دارد که در آن، یک کشاورز اهل تاوتون از پادشاه «هنری هشتم» درخواست می‌کند؛ «بابت صرف وقت و تلاشی که برای تحویل دادن روزانهٔ بقایای اسکلت‌های کشف‌شده در زمینش به کلیسا انجام می‌دهد، غرامت دریافت نماید.»

## میراث

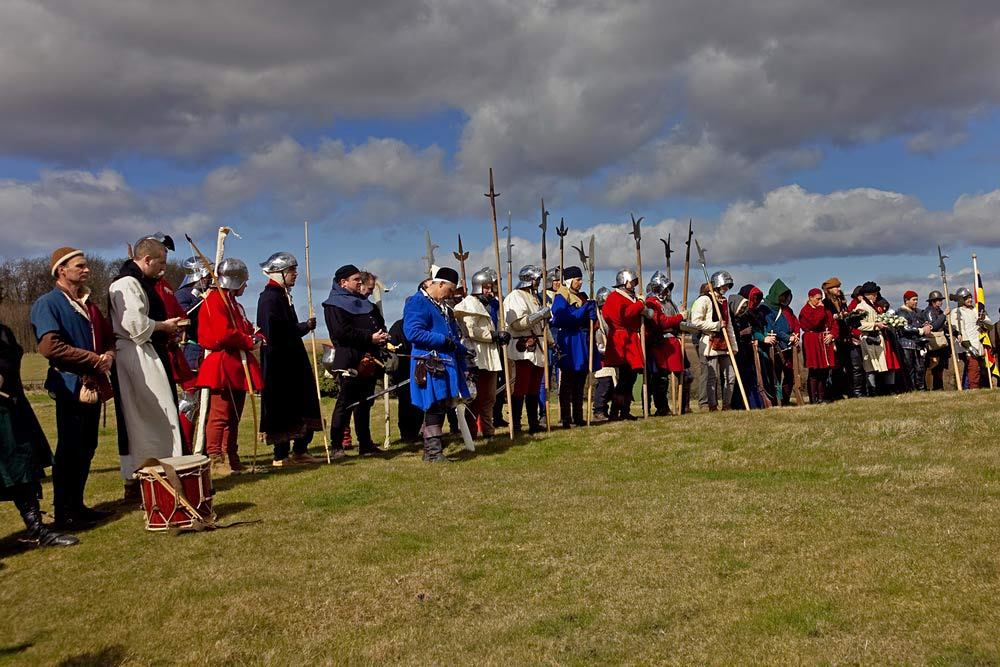
بازآفرینی نمادین رزمگاه تاوتون و یک لحظه سکوت به احترام درگذشتگان این برد در سال ۲۰۱۰

برآورد آمار دقیق از تلفات بسیار پیچیده است و از آنجایی که «عموماً پیش از خاکسپاری، لباس‌ها و وسایل فاسدشدنی را از اجساد جدا می‌کردند، بقایای اجساد یا جابجا می‌گردید یا به عنوان کود، توسط کشاورزان استفاده می‌شد.» با این همه، برخی از آنها دست‌نخورده ماندند و بعدها بر روی قبرهای آنها ساخت‌وساز صورت گرفت؛ اولین مجموعه از آنها در سال ۱۹۹۶ کشف شدند و کاوش‌ها تاکنون، بیش از ۵۰ اسکلت بازمانده از نبرد را آشکار کرده‌اند. بررسی جراحات آنها سبعیت این ستیزه را نشان می‌دهد که شامل مثله کردن گسترده پس از مرگ بوده است.
اسناد قرن پانزدهم تأیید می‌کنند که «برخی از کشته‌شدگان نبرد در قبرستان‌های ساکستون و نمازخانه‌ای که توسط ریچارد سوم — برادر کوچک‌تر ادوارد چهارم — در سال ۱۴۸۴ ساخته‌شده بود دفن شدند.» ریچارد در نبرد بازورث فیلد به سال ۱۴۸۵ کشته شد و ساختمان این کلیسا هرگز به پایان نرسید و در نهایت رو به خرابی نهاد و منهزم شد. در سال ۱۹۲۹، برای گرامیداشت یاد کشته شدگان نبرد تاوتون «صلیبی از جنس سنگ به نام «تاوتون کراس» ساخته و در میدان نبرد نصب شد» که گفته می‌شود از باقیماندهٔ سنگ‌های همان نمازخانهٔ مخروبه ساخته شده است؛ این صلیب همچنین به عنوان «صلیب لرد داکر» هم شناخته می‌شود.
«لرد داکر» در کلیسای آل ساینتز ساکستون به خاک سپرده شد و در اواخر قرن نوزدهم گزارش شد که: «آرامگاه او به خوبی حفظ گردیده هر چند در قسمت‌هایی به دلیل مرور زمان برخی از تزئینات آن از بین رفته است.» درختی که گفته می‌شد کماندار فرصت‌طلب برای کشتن وی [لرد داکر] از آنجا تیر انداخته، در اواخر قرن نوزدهم قطع شد. در سال ۲۰۱۰، بقایایی از اولین تفنگ‌های دستی شناخته‌شده در انگلستان نیز در میدان نبرد تاوتون هم کشف شده است.
مردم انگلستان در دوران الیزابت، یاد «جنگ‌های رز» را به واسطهٔ آثار نمایشنامه‌ای شکسپیر زنده کردند و تصویر شکل گرفته از جنگ، برای آن‌ها همانند «قبر خاندان» بود که برای قرن‌ها پابرجا ماند. با همه این احوال و با شروع قرن ۲۱، این نبرد در ذهن عموم، به همین اندازه برجسته نبود و اهالی جراید انگلستان از این بابت که مردم امروزی انگلستان از نبرد تاوتون و اهمیت آن بی‌خبر بودند، ابراز تاسف کردند. بر طبق اظهار میراث انگلستان، این نبرد دارای اهمیت فوق‌العاده زیادی بوده است؛ «یکی از بزرگ‌ترین تعاملات رخ داده که نتیجهٔ آن تغییر و جایگزینی یک سلسله سلطنتی به نفع دیگری بود.» «هیل»، ابراز نظر متفاوتی دارد، هر چند تحت تأثیر آمار و ارقام برآورد شده توسط مورخان است ولیکن معتقد است که: «[نبرد] هیچ‌گونه حاصل واضح و تغییری در زندگی مردمان انگلستان نداشت.»
یاد نبرد تاوتون با سنتی مرتبط بود که پیش‌تر در قصبه تایسو حفظ شده بود. گفته‌شده که: «برای چندین قرن — در سالگرد رخداد این نبرد تاریخی — یک کشاورز محلی، تپه‌نگاره‌ای به شکل اسب را در بخشی از زمین خودش، با صاف کردن زمین رسم می‌کند که به تپه‌نگارهٔ اسب سرخ تایسو مشهور است.» اگر چه منشأ چنین سنتی هرگز و به‌طور قطعی شناسایی نشد، اما چنین گفته می‌شود که: «برای بزرگداشت اقدام الهام‌بخش «ارل واریک» در کشتن اسبش برای نشان دادن آرمان «یا مرگ یا پیروزی» در کنار سربازان بوده است.» این سنت در سال ۱۷۹۸ از بین رفت؛ «همان زمانی که قوانین مصوبه حصارکشی توسط دولت انگلستان به اجرا گذاشته شد و باعث شد تا زمین مشاع را که تپه‌نگاره در آن قرار داشت، تحت نظر مالکیت جدید، تغییر ظاهر بدهند.» رسم این تپه‌نگاره در اوایل قرن بیستم دوباره احیا شد هر چند، از آن زمان تاکنون دوباره متوقف شده است.

## واژگان
1. ↑  Wars of the Roses
2. ↑  Towton
3. ↑  North Yorkshire
4. ↑  Palm Sunday
5. ↑  House of York
6. ↑  Henry VI
7. ↑  House of Lancaster
8. ↑  Edward IV
9. ↑  Henry V
10. ↑  Marguerite d'Anjou
11. ↑  Richard of York, 3rd Duke of York
12. ↑  Act of Accord
13. ↑  Edward of Westminster
14. ↑  Battle of Wakefield
15. ↑  John de Mowbray, 3rd Duke of Norfolk
16. ↑  William Neville, 1st Earl of Kent
17. ↑  House of Beaufort
18. ↑  Battle of Northampton
19. ↑  Edmund, Earl of Rutland
20. ↑  Micklegate Bar
21. ↑  Richard Neville, 16th Earl of Warwick
22. ↑  Second Battle of St Albans
23. ↑  Battle of Mortimer's Cross
24. ↑  Herefordshire
25. ↑  Ferrybridge
26. ↑  River Aire
27. ↑  Battle of Ferrybridge
28. ↑  Castleford
29. ↑  Henry Percy, 3rd Earl of Northumberland
30. ↑  Dinting Dale
31. ↑  Sherburn in Elmet
32. ↑  Tadcaster
33. ↑  Gregory's Chronicle
34. ↑  Walter Blount, 1st Baron Mountjoy
35. ↑  Robert Horne
36. ↑  Hundred Years' War
37. ↑  Calais
38. ↑  English Channel
39. ↑  Battle of Ludford Bridge
40. ↑  Henry Holland, Duke of Exeter
41. ↑  Henry Earl of Northumberland
42. ↑  Ralph Dacre, 1st Baron Dacre of Gilsland
43. ↑  Hall's chronicle
44. ↑  Jean de Waurin
45. ↑  Burgundian
46. ↑  Saxton, North Yorkshire
47. ↑  Cock Beck
48. ↑  S-shaped
49. ↑  Towton Dale
50. ↑  North Acres
51. ↑  Renshaw Woods
52. ↑  Castle Hill Wood
53. ↑  Bloody Meadow
54. ↑  Christopher Gravett
55. ↑  Trevor James Halsall
56. ↑  protective ditch
57. ↑  Vanguard
58. ↑  John Wenlock, 1st Baron Wenlock
59. ↑  John Dynham, 1st Baron Dynham
60. ↑  Rearguard
61. ↑  Bodkin point
62. ↑  close combat
63. ↑  English Heritage
64. ↑  Polydore Vergil
65. ↑  Henry VII of England
66. ↑  no quarter
67. ↑  Towton 25
68. ↑  River Wharfe
69. ↑  Tadcaster
70. ↑  Charles Ross
71. ↑  Bishop of Salisbury
72. ↑  Richard Beauchamp
73. ↑  Duchy of Milan
74. ↑  Bishop of Elphin
75. ↑  Nicholas O'Flanagan
76. ↑  Francesco Coppini
77. ↑  Annales rerum anglicarum
78. ↑  Bertram Wolffe
79. ↑  Lionel Welles, 6th Baron Welles
80. ↑  Ralph Bigod (Baron Mauley)
81. ↑  Thomas Courtenay, 14th Earl of Devon
82. ↑  James Butler, 5th Earl of Ormond
83. ↑  Sambucus nigra
84. ↑  attainted
85. ↑  cause
86. ↑  Peerage
87. ↑  Earl of Kent
88. ↑  Battle of Barnet
89. ↑  William Shakespeare
90. ↑  Henry VI, Part 3, Act 2, Scene 5
91. ↑  soliloquy
92. ↑  Arthur Percival Rossiter
93. ↑  rituals
94. ↑  Aside
95. ↑  Michael Hattaway
96. ↑  Geoffrey Hill
97. ↑  Funeral Music
98. ↑  C. J. Sansom
99. ↑  Sovereign
100. ↑  Henry VIII
101. ↑  graveyards at Saxton
102. ↑  chapel
103. ↑  Towton Cross
104. ↑  Lord Dacre's Cross
105. ↑  All Saints
106. ↑  handguns
107. ↑  Elizabethan era
108. ↑  charnel house
109. ↑  Tysoe
110. ↑  hill figure
111. ↑  Red Horse of Tysoe

### کتاب‌ها
- Berlin, Normand (2000) [1993]. O'Neill's Shakespeare. Michigan, United States: University of Michigan Press. doi:10.3998/mpub.14276. ISBN 978-0-472-10469-7.
- Brooke, Richard (1857). "The Field of the Battle of Towton". Visits to Fields of Battle in England. London, United Kingdom: John Russell Smith. pp. 81–129.
- Carpenter, Christine (2002) [1997]. The Wars of the Roses: Politics and the constitution in England, c. 1437–1509. New York, United States: Cambridge University Press. ISBN 978-0-521-31874-7.
- Edelman, Charles (1992). "The Wars of the Roses: 2 and 3 Henry VI, Richard III". Brawl Ridiculous: Swordfighting in Shakespeare's Plays. Manchester, United Kingdom: Manchester University Press. pp. 69–89. ISBN 978-0-7190-3507-4.
- Goodman, Anthony (1990-07-19) [1981]. "Local Revolts and Nobles' Struggles, 1469–71". The Wars of the Roses: Military Activity and English Society, 1452–97. London, United Kingdom: Routledge. pp. 66–85. ISBN 978-0-415-05264-1.
- Gravett, Christopher (2003). Towton 1461: England's Bloodiest Battle (PDF). Campaign. Vol. 120. Oxford, UK: Osprey Publishing (published 2003-04-20). ISBN 978-1-84176-513-6. Archived from the original (PDF) on 2013-08-08.
- Harriss, G.L. (2005). Shaping the Nation: England 1360–1461. New Oxford History of England. Oxford, UK: Clarendon Press (published 2005-01-27). ISBN 978-0-19-822816-5.
- Hattaway, Michael & Shakespeare, William (1993). "The Play: 'What Should be the Meaning of All Those Foughten Fields?'". The Third Part of King Henry VI. Cambridge, United Kingdom: Cambridge University Press. pp. 9–35. ISBN 0-521-37705-6.
- Hicks, Michael (2002) [1998]. Warwick the Kingmaker. Oxford, United Kingdom: Blackwell Publishing. ISBN 0-631-23593-0.
- Markham, Clements (1906). "The Crowning Victory of Towton". Richard III: His Life and Character. London, United Kingdom: Smith, Elder & Co.
- Penn, Thomas (2019). The Brothers York. Allen Lane. ISBN 978-1-84614-690-9.
- Ross, Charles (1997) [1974]. Edward IV. English Monarchs series (revised ed.). Connecticut, United States: Yale University Press. ISBN 0-300-07372-0.
- Saccio, Peter (2000) [1977]. Shakespeare's English Kings: History, Chronicle, and Drama. Oxford, United Kingdom: Oxford University Press. ISBN 0-19-512319-0.
- Sadler, John (2011). Towton: The Battle of Palm Sunday Field 1461. Barnsley: Pen & Sword Military. ISBN 978-1-84415-965-9.
- Salzman, Louis Francis, ed. (1949). "Parishes – Tysoe". A History of the County of Warwick. Vol. 5. London, United Kingdom: Oxford University Press. pp. 175–182.
- Santiuste, David (2010). Edward IV and the Wars of the Roses. Barnsley: Pen & Sword Military. ISBN 978-1-84415-930-7.
- Sherry, Vincent B. (1987). "King Log: Thorny Craft". The Uncommon Tongue: The Poetry and Criticism of Geoffrey Hill. Michigan, United States: University of Michigan Press. pp. 81–125. ISBN 0-472-10084-X.
- Wainwright, Jeffrey (2005). Acceptable Words: Essays on the Poetry of Geoffrey Hill. Manchester, United Kingdom: Manchester University Press. ISBN 0-7190-6754-5.
- Wolffe, Bertram (2001) [1981]. Henry VI. English Monarchs series (Yale ed.). New Haven, CT, US: Yale University Press (published 2001-06-10). ISBN 978-0-300-08926-4.

### مقالات و مجلات
- Askew, H. (1 June 1935). "The Tysoe Red Horse". Notes and Queries (PDF, subscription required). Oxford, United Kingdom: Oxford University Press. 168: 394. doi:10.1093/nq/CLXVIII.jun01.394e. ISSN 1471-6941.
- Dean, Sidney (2015). "Bloody Sunday: The Battle of Towton". Medieval Warfare. 5 (3): 28–35. JSTOR 48578453.
- Fallow, Thomas McCall (January 1889). "The Dacre Tomb in Saxton Churchyard". The Yorkshire Archaeological and Topographical Journal. London, United Kingdom: Yorkshire Archaeological and Topographical Association. 10: 303–308. Retrieved 14 December 2010.
- Fiorato, Veronica (2007). "The Context of the Discovery". Blood Red Roses: The Archaeology of a Mass Grave from the Battle of Towton AD 1461 (Second revised ed.). Oxford, United Kingdom: Oxbow. ISBN 978-1-84217-289-6.
- Gibson, Strickland (1936). "Francis Wise, B. D" (PDF). Oxoniensia. Oxford, United Kingdom: Oxfordshire Architectural and Historical Society. 1: 173–195. ISSN 0308-5562. Retrieved 17 December 2010.
- Halsall, Trevor James (2000). "Geological Constraints on Battlefield Tactics: Examples in Britain from the Middle Ages to the Civil Wars".  In Rose, Edward P. F.; Nathanail, C. Paul (eds.). Geology and Warfare: Examples of the Influence of Terrain and Geologists on Military Operations. Bath, United Kingdom: Geological Society of London. pp. 32–59. ISBN 1-86239-065-7.
- Harris, Mary Dormer (18 May 1935). "The Tysoe Red Horse". Notes and Queries. Oxford, United Kingdom: Oxford University Press. 168: 349. doi:10.1093/nq/CLXVIII.may18.349a. ISSN 1471-6941.
- Hinds, Allen B., ed. (1912). Calendar of State Papers and Manuscripts in the Archives and Collections of Milan 1385–1618. London: Stationery Office.
- Morgan, Philip (2000). "The Naming of Battlefields in the Middle Ages".  In Dunn, Diana (ed.). War and Society in Medieval and Early Modern. Liverpool, United Kingdom: Liverpool University Press. pp. 34–52. ISBN 0-85323-885-5.
- Ransome, Cyril (July 1889). "The Battle of Towton". The English Historical Review. 4: 460–466. doi:10.1093/ehr/IV.XV.460. Retrieved 11 November 2010.
- Scott, Douglas Dowell (2010). "Military Medicine in the Pre-Modern Era: Using Forensic Techniques in the Archaeological Investigation of Military Remains". The Historical Archaeology of Military Sites: Method and Topic. Texas, United States: Texas A&M University Press. pp. 21–29. ISBN 978-1-60344-207-7.
- Styles, Philip (2002) [1964]. "The Commonwealth".  In Nicoll, John Ramsay Allardyce (ed.). Shakespeare Survey. Shakespeare Criticism. Vol. 17. Cambridge, United Kingdom: Cambridge University Press. pp. 103–119. ISBN 0-521-52353-2.
- Sutherland, Tim (2009). "Killing Time: Challenging the Common Perceptions of Three Medieval Conflicts – Ferrybridge, Dintingdale and Towton – 'The Largest Battle on British Soil'" (PDF). Journal of Conflict Archaeology. 5 (1): 1–25. doi:10.1163/157407709x12634580640173. ISSN 1574-0773. S2CID 159544440. Archived from the original (PDF) on 2019-06-04.
- Sutherland, TL; Schmidt, A (2003). "The Towton Battlefield Archaeological Survey Project:An Integrated Approach to Battlefield Archaeology". Landscapes. 4 (2). JSTOR 3805936.
- Warren, Roger (2003) [1984]. "An Aspect of Dramatic Technique in Henry VI".  In Alexander, Catherine M. S. (ed.). Shakespeare Criticism. The Cambridge Shakespeare Library. Vol. 2. Cambridge, United Kingdom: Cambridge University Press. ISBN 0-521-82433-8.

### مقالات روزنامه‌ها
- Catton, Richard (22 November 2010). "'Unique' battlefield gun discovery on Towton battlefield". York Press. Retrieved 22 May 2020.
- Gill, Adrian Anthony (24 اوت 2008). "Towton, the Bloodbath that Changed the Course of Our History". The Sunday Times. Archived from the original on 3 January 2011. Retrieved 25 November 2010.
- Hardman, Robert (10 April 2009). "Battles of Britain: They are the Sites of Bloody Clashes that Shaped This Nation, Now You can Fight to Save Them". Daily Mail. Archived from the original on 3 January 2011. Retrieved 25 November 2010.
- Kettle, Martin (25 August 2007). "Our Most Brutal Battle has been Erased from Memory". The Guardian. p. 33. Archived from the original on 5 April 2010. Retrieved 25 November 2010.